# Ruth (Kalifornija)
Ruth je naseljeno područje za statističke svrhe u američkoj saveznoj državi Kalifornija. Prema popisu stanovništva iz 2010. u njemu je živjelo 195 stanovnika.